# Nosodendron incognitum
Nosodendron incognitum är en skalbaggsart som beskrevs av Jiri Háva 2005. Nosodendron incognitum ingår i släktet Nosodendron och familjen almsavbaggar. Inga underarter finns listade i Catalogue of Life.